# موشخوشو

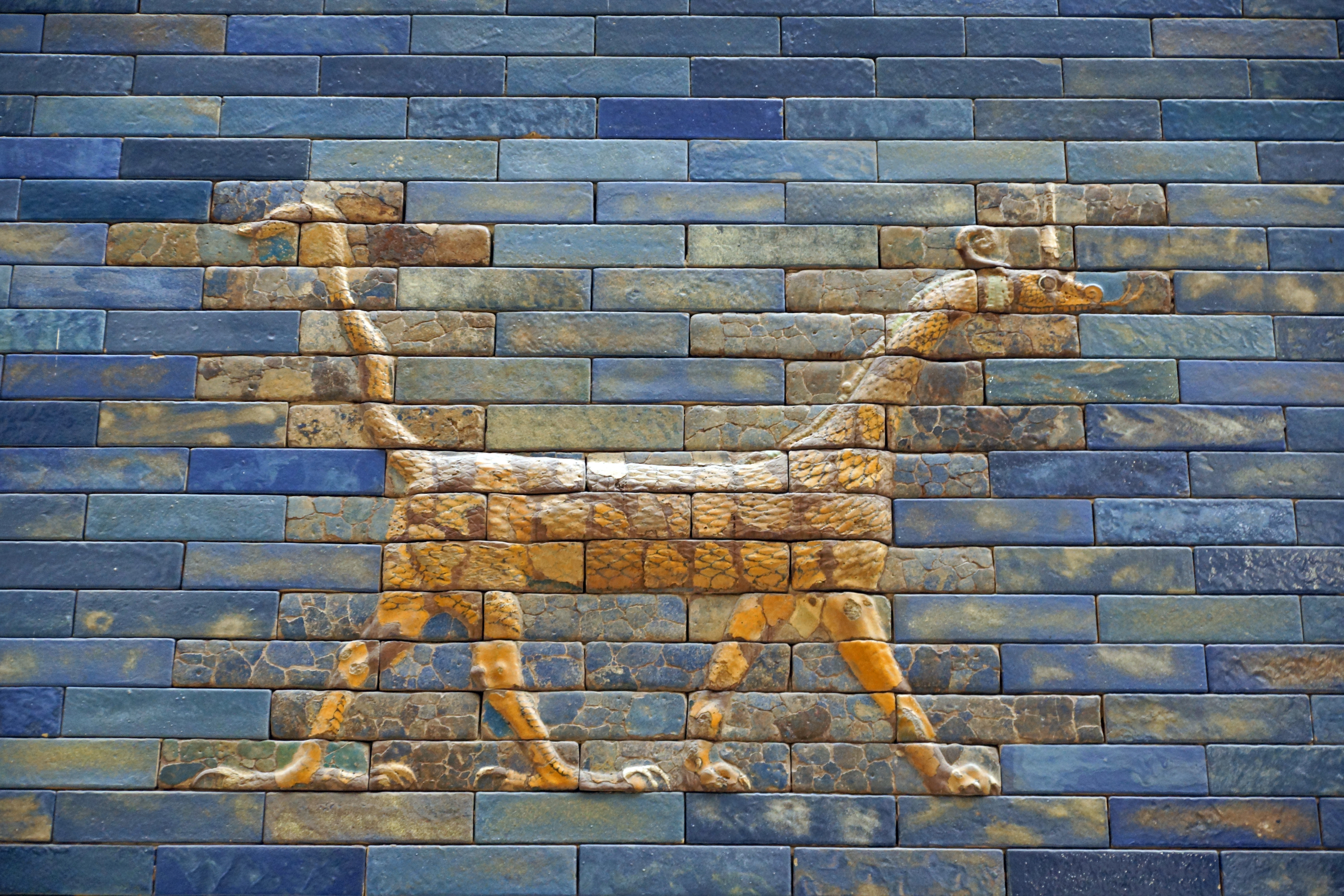
موزه پرگامون، برلین تصویری از موشخوشو

موشخوشو، نماد مذهبی اسطوره‌ای و سمبلیک ایزد مَردوک، خدای بابلیان است. تصویری از موشخوشو در دروازه ایشتار بابل کشف شده‌است.
پس از گشودن بابل، کوروش بزرگ به کاهنان بابلی اجازه داده باشد در فارس ساختمانی ساخته شود که هنرمندان بابلی آنرا با نقش‌های مذهبی اسطوره‌ای و سمبلیک نظیر نقش موشخوشو برای ایزد مَردوک ساخته‌اند.